# Benjamin Watson
Benjamin Watson  (18 de dezembro de 1980, Norfolk, Virgínia) é um jogador profissional aposentado de futebol americano estadunidense que atuava como tight end na National Football League. Ele foi campeão pelo New England Patriots na temporada de 2004.